# Bartolomé de Ledesma
Bartolomé de Ledesma (Mieza, España, 1524 - Oaxaca, Nueva España, 1604) fue un religioso y teólogo español, además de catedrático y escritor de lecciones de teología; fue nombrado obispo de Panamá en 1580 y posteriormente obispo de la entonces Diócesis de Antequera (hoy Oaxaca) por 21 años desde 1583 hasta su fallecimiento.